# 28 février 1964
Le vendredi 28 février 1964 est le 59e jour de l'année 1964.

## Naissances
- Djamolidine Abdoujaparov, coureur cycliste soviétique puis ouzbek
- Fernando del Valle, ténor américain
- Francis Tournefier, haltérophile français
- Guillaume Lecointre, zoologiste et systématicien français
- Josef Dobeš, homme politique tchèque
- Lotta Lotass, écrivain et professeur en littérature suédoise
- Mikhaïl Seslavinski, personnalité politique russe
- Pierre Hantaï, musicien français
- Rachid Lamdouar, homme politique marocain
- Rihards Dubra, compositeur letton
- Xavier Duvet, auteur de bande dessinée français

## Décès
- Antoine Sérafini (né le 10 novembre 1900), personnalité politique française
- Gus Lesnevich (né le 22 février 1915), boxeur américain
- Jean Sarrailh (né le 14 octobre 1891), historien français
- Jimmy Blair (né le 11 mai 1888), footballeur international écossais
- Juan Campillo (né le 16 août 1930), cycliste espagnol
- Tim Mayer (né le 22 février 1938), pilote automobile

## Événements
- Sortie du court métrage français La Rivière du hibou
- Création de la ville de Paulinia au Brésil